# Odznaka honorowa „Zasłużony dla Rolnictwa”
Odznaka honorowa „Zasłużony dla Rolnictwa” – polskie odznaczenie resortowe, które zastąpiło zniesioną pół roku wcześniej Odznakę „Zasłużony Pracownik Rolnictwa”.
Odznaka honorowa została ustanowiona 19 grudnia 1996 i jest nadawana przez ministra właściwego do spraw rolnictwa.  Może być nadawana osobom fizycznym, także cudzoziemcom, za osiągnięcia w dziedzinie rolnictwa, rozwoju wsi i rynków rolnych. Może być przyznana tylko raz, a wręcza ją uroczyście minister ds. rolnictwa lub osoba przez niego upoważniona.
Odznakę nadaje ww. minister z własnej inicjatywy lub na wniosek: ministra lub kierownika urzędu centralnego, wojewody, organu jednostki samorządu terytorialnego, kierownika jednostki organizacyjnej nadzorowanej lub podległej Ministrowi organu izby rolniczej lub organu statutowego krajowej społeczno-zawodowej organizacji rolników (działających, zgodnie ze swoimi statutami, na podstawie ustawy z dnia 8 października 1982 r. o społeczno-zawodowych organizacjach rolników (Dz.U. z 2025 r. poz. 263).
Odznaką jest okrągły, srebrzony, oksydowany medal o średnicy 30 mm. W środku medalu jest umieszczona płaskorzeźba przedstawiająca dłonie trzymające garść ziemi, z której wyrasta młoda roślina. Roślina ta jest pokryta zieloną emalią. Obok rośliny  jest umieszczony napis „zasłużony dla rolnictwa”. Medal jest zawieszony na zawieszce o wymiarach 30 mm na 9 mm. Zawieszka ma kształt wstążki pokrytej w połowie białą, w połowie czerwoną emalią. Na środku wstążki, na czerwono emaliowanej tarczy, jest umieszczony orzeł w kolorze srebrnym, według wzoru określonego w przepisach o godle, barwach i hymnie Rzeczypospolitej Polskiej. Na odwrotnej stronie zawieszki jest umocowane zapięcie. Odznaka jest wykonana z tombaku i noszona na prawej stronie piersi.